# Osiejówka
Osiejówka al. Jachimowo (biał. Асееўка, ros. Осеевка) – wieś na Białorusi, w obwodzie mińskim, w rejonie mińskim, w sielsowiecie Nowy Dwór.
We wsi znajduje się przystanek kolejowy Osiejówka na linii Mińsk – Homel.